# La Panderola
La Panderola fue un tranvía que unía varios municipios de la provincia de Castellón y que estuvo en funcionamiento de 1888 a 1963. El nombre de Panderola (cucaracha en valenciano) se debía al color de su máquina de vapor, cuyo combustible era el carbón, y a lo lento e irregular de su marcha.

## Historia
La Compañía del Tranvía a vapor de Onda al Grao de Castellón de la Plana fue una empresa ferroviaria española que explotó desde 1888 hasta 1963 una línea, conocida popularmente como La Panderola (en castellano, la cucaracha), que unía la localidad de Onda con el Grao de Castellón, atravesando Villarreal, Almazora y Castellón. Desde 1907 hasta 1956 la compañía explotó un ramal que unía Villarreal con Burriana y su puerto.
Después del cierre de la línea, una de las máquinas originales estuvo expuesta hasta finales del siglo XX en el Parque Ribalta, como elemento decorativo y de ocio infantil. Finalmente fue retirada y actualmente está expuesta en el "Parque de la Panderola" en el Grao de Castellón.

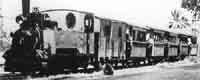
La Panderola
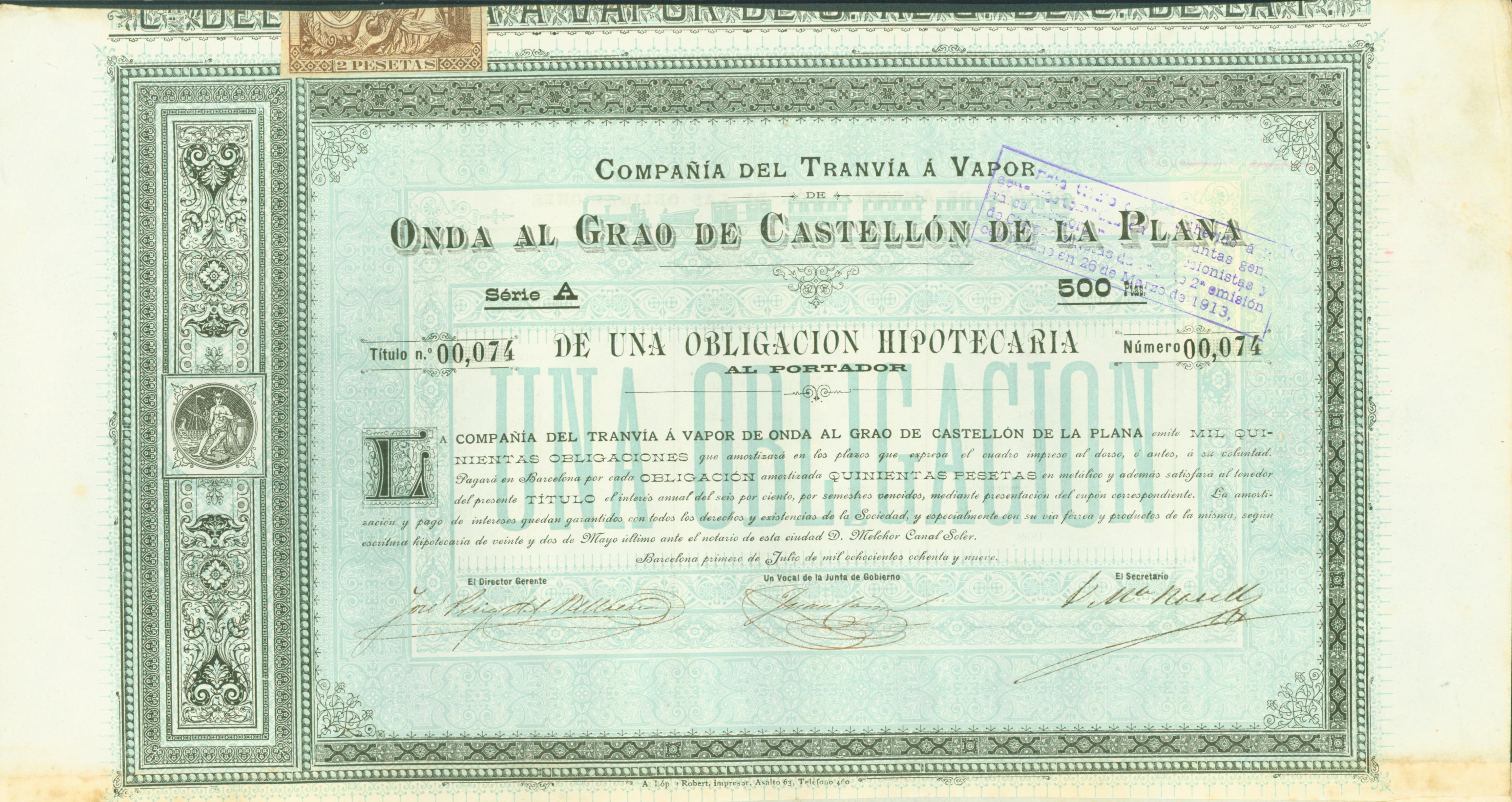
Obligación de la Comp. del Tranvía a Vapor de Onda al Grao del Castellón de la Plana con fecha del 1 de julio de 1888
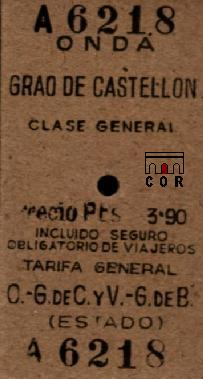
Billete de La Panderola

## Cultura popular
Esta canción popular, compuesta por José María Peris, de la que tradicionalmente cantaban sus gentes y que llegó a cantarse en las comarcas de Valencia, habla de La Panderola, y de lo importante que era para los graueros:
| De Castelló a Almassora xim pum tracatrac. De Castelló a Almassora, xim pum tracatrac. Va un tren que vola, leré Va un tren que vola, Leré, leré, leré, leré. Va un tren que vola, Leré, leré. | I per això li diuen xim pum tracatrac. I per això li diuen xim pum tracatrac. La panderola, leré La panderola, Leré, leré, leré, leré. La panderola, Leré, leré. | Era de gran ajuda xim pum tracatrac. Era de gran ajuda xim pum tracatrac, per als graueros leré per als graueros leré, per als graueros, leré, leré, leré, leré. Per als graueros, leré, leré... | I ara com ja no vola Xim pum tracatrac. I ara com ja no vola Xim pum tracatrac. Está al “paseo” leré está al “paseo” leré, está al “paseo”, leré, leré, leré, leré. Está al paseo leré, leré. | Qui fa de guardagulles xim pum tracatrac. Qui fa de guardagulles xim pum tracatrac, algún llegüero leré algún llegüero leré, algún llegüero, leré, leré, leré, leré. algún llegüero, leré, leré... |

## Enlaces relacionados
- Fotografías de La Panderola de 1961 y 1962.
- Tranvía a Vapor de Onda al Grao de Castellón de la Plana y Ferrocarril de Villarreal a Burriana

- Datos: Q9018785
- Multimedia: La Panderola / Q9018785